# Облако Оорта

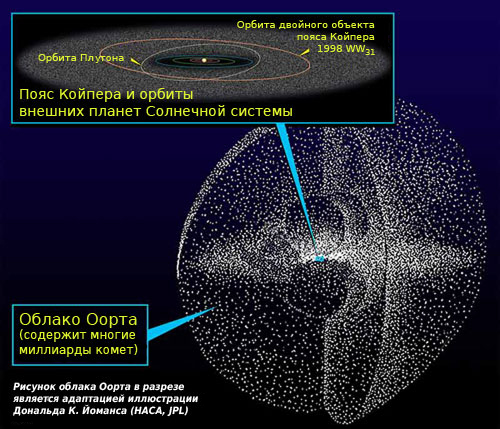
Рисунок, иллюстрирующий предполагаемый вид облака Оорта

Облако О́орта (также облако Э́пика — О́орта) — гипотетическая сферическая область Солнечной системы, являющаяся источником долгопериодических комет. Инструментально существование облака Оорта не подтверждено, однако многие косвенные факты указывают на его существование.
Предполагаемое расстояние до внешних границ облака Оорта от Солнца составляет от 50 000 до 100 000 а. е. — приблизительно световой год. Это составляет примерно четверть расстояния до Проксимы Центавра, ближайшей к Солнцу звезды. Пояс Койпера и рассеянный диск, две другие известные области транснептуновых объектов, по диаметру примерно в тысячу раз меньше облака Оорта. Внешняя граница облака Оорта определяет гравитационную границу Солнечной системы — сферу Хилла, определяемую для Солнечной системы в 2 св. года.
Облако Оорта, как предполагают, включает две отдельные области: сферическое внешнее облако Оорта и внутреннее облако Оорта в форме диска. Объекты в облаке Оорта в значительной степени состоят из водяных, аммиачных и метановых льдов. Астрономы полагают, что объекты, составляющие облако Оорта, сформировались около Солнца и были рассеяны далеко в космос гравитационными эффектами планет-гигантов на раннем этапе развития Солнечной системы.
Хотя подтверждённых прямых наблюдений облака Оорта не было, астрономы считают, что оно является источником всех долгопериодических комет и комет галлеевского типа, прилетающих в Солнечную систему, а также многих кентавров и комет семейства Юпитера. Внешняя часть облака Оорта является приблизительной границей Солнечной системы, и легко может подвергаться воздействию гравитационных сил как проходящих мимо звёзд, так и самой Галактики. Эти силы иногда заставляют кометы направляться в центральную часть Солнечной системы. Короткопериодические кометы, исходя из их орбит, могут происходить не только из рассеянного диска, но и из облака Оорта. Хотя пояс Койпера и более удалённый рассеянный диск наблюдались и измерялись, объектами облака Оорта на 2004—2012 годы предположительно считались лишь пять известных объектов: Седна, 2000 CR105, 2006 SQ372, 2008 KV42 и 2012 VP113. Впоследствии были открыты и другие такие объекты, например, C/2014 UN271. Есть также неподтверждённые гипотезы о существовании на внутренней границе облака Оорта (30 тыс. а. е.) планеты-газового гиганта Тюхе и, возможно, каких-либо других «Планет X», а за его внешними границами — звезды-спутника Солнца Немезиды.

## Гипотезы
Впервые идея существования такого облака была выдвинута эстонским астрономом Эрнстом Эпиком в 1932 году. В 1950-х идея была независимо выдвинута нидерландским астрофизиком Яном Оортом как средство решить парадокс недолговечности комет (распадаются в результате испарения вблизи перигелия, если не образуется корка нелетучего вещества) и нестабильности их орбит (упадут на Солнце или планету или будут выброшены ими из Солнечной системы). По-видимому, кометы сохранились в «облаке», весьма удалённом от Солнца.
Существует два класса комет: короткопериодические кометы и долгопериодические кометы. Короткопериодические кометы имеют сравнительно близкие к Солнцу орбиты, с периодом менее 200 лет и малым наклонением к плоскости эклиптики.
Оорт отметил, что имеется пик распределения афелиев у долгопериодических комет — ≈ 20 000 а. е. (3 трлн км), который предполагает на этом расстоянии облако комет со сферическим, изотропным распределением (ибо долгопериодические кометы появляются со всех наклонений). Относительно редкие кометы с орбитами менее 10 000 а. е., вероятно, пролетели один или более раз через Солнечную систему, и поэтому имеют орбиты, сжатые притяжением планет.

## Структура и состав
Облако Оорта состоит из гипотетических

Предполагаемое расстояние до облака Оорта по сравнению с остальной частью Солнечной системы

- внутреннего тороидального (от 2000—5000[3] до 20 000 а. е.) облака Хиллса, названного в честь Хиллса, который предположил его существование[12].
- внешнего сферического (от 20 000 до 50 000; по некоторым оценкам до 100 000 ÷ 200 000 а. е.[11]), источника долгопериодических комет, и, возможно, комет семейства Нептуна[3].

Модели предсказывают, что во внутреннем облаке в десятки или сотни раз больше кометных ядер, чем во внешнем; его считают возможным источником новых комет для пополнения относительно скудного внешнего облака, поскольку оно постепенно исчерпывается. Облако Хиллса объясняет столь длительное существование облака Оорта в течение миллиардов лет.
Внешнее облако Оорта, как предполагают, содержит несколько триллионов ядер комет, больших чем приблизительно 1,3 км (приблизительно 500 миллиардов с абсолютной звёздной величиной более яркой чем 10,9), со средним расстоянием между кометами несколько десятков миллионов километров. Его полная масса достоверно не известна, но, предполагая, что комета Галлея — подходящий опытный образец для всех комет в пределах внешнего облака Оорта, предполагаемая общая масса равна 3⋅1025 кг, или примерно в пять раз больше массы Земли. Ранее считалось, что облако более массивное (до 380 земных масс), но новейшие познания в распределении размеров долгопериодических комет привели к намного более низким оценкам. Масса внутреннего облака Оорта в настоящее время неизвестна.
Исходя из проведённых исследований комет, можно предположить, что подавляющее большинство объектов облака Оорта состоят из различных льдов, образованных такими веществами, как вода, метан, этан, угарный газ и циановодород. Однако открытие объекта 1996 PW, астероида с орбитой, более типичной для долгопериодических комет, наводит на мысль, что в облаке Оорта могут быть и скалистые объекты. Анализ соотношения изотопов углерода и азота в кометах как облака Оорта, так и семейства Юпитера показывает лишь небольшие различия, несмотря на их весьма обособленные области происхождения. Из этого следует, что объекты этих областей произошли из исходного протосолнечного облака. Это заключение также подтверждено исследованиями размеров частиц в кометах облака Оорта и исследованием столкновения космического зонда Deep Impact с кометой Темпеля 1, относящейся к семейству Юпитера.

## Происхождение
Считается, что облако Оорта является остатком исходного протопланетного диска, который сформировался вокруг Солнца приблизительно 4,6 миллиарда лет назад. В соответствии с широко принятой гипотезой, объекты облака Оорта первоначально формировались намного ближе к Солнцу в том же процессе, в котором образовались и планеты, и астероиды, но гравитационное взаимодействие с молодыми планетами-гигантами, такими, как Юпитер, отбросило объекты на чрезвычайно вытянутые эллиптические или параболические орбиты. Моделирование развития облака Оорта от истоков возникновения Солнечной системы до текущего периода показывает, что масса облака достигла максимума спустя приблизительно 800 миллионов лет после формирования, поскольку темп аккреции и столкновений замедлился и скорость истощения облака начала обгонять скорость пополнения.
Модель Хулио Анхеля Фернандеса предполагает, что рассеянный диск, который является главным источником короткопериодических комет в Солнечной системе, также мог бы быть основным источником объектов облака Оорта. Согласно модели, приблизительно половина объектов рассеянного диска перемещена наружу в облако Оорта, в то время как четверть сдвинута внутрь орбиты Юпитера и четверть выброшена на гиперболические орбиты. Рассеянный диск, может быть, всё ещё снабжает облако Оорта материалом. В результате одна треть текущих объектов рассеянного диска, вероятно, попадёт в облако Оорта через 2,5 миллиарда лет.
Компьютерные модели показывают, что столкновения кометного материала во время периода формирования играли намного бо́льшую роль, чем считали ранее. Согласно этим моделям, количество столкновений в ранней истории Солнечной системы было настолько большим, что большинство комет было разрушено прежде, чем они достигли облака Оорта. Поэтому, текущая совокупная масса облака Оорта гораздо меньше, чем когда-то полагали. Предполагаемая масса облака составляет только малую часть выброшенного материала в 50—100 масс Земли.
Гравитационное взаимодействие с соседними звёздами и галактические приливные силы изменили кометные орбиты — сделали их более круговыми. Это объясняет почти сферическую форму внешнего облака Оорта. И облако Хиллса, которое сильнее связано с Солнцем, в итоге должно все же приобрести сферическую форму. Недавние исследования показали, что формирование облака Оорта определённо совместимо с гипотезой, что Солнечная система формировалась как часть звёздного скопления в 200—400 звёзд. Эти ранние ближайшие звёзды, вероятно, играли роль в формировании облака, так как в пределах скопления число близких проходов звёзд было намного выше, чем сегодня, приводя к намного более частым возмущениям.
Результаты исследования спектра межзвёздной кометы C/2019 Q4 (Борисова) показывают, что кометы в других планетных системах могут образовываться в результате процессов, аналогичных тем, которые привели к образованию комет в облаке Оорта.

## Кометы

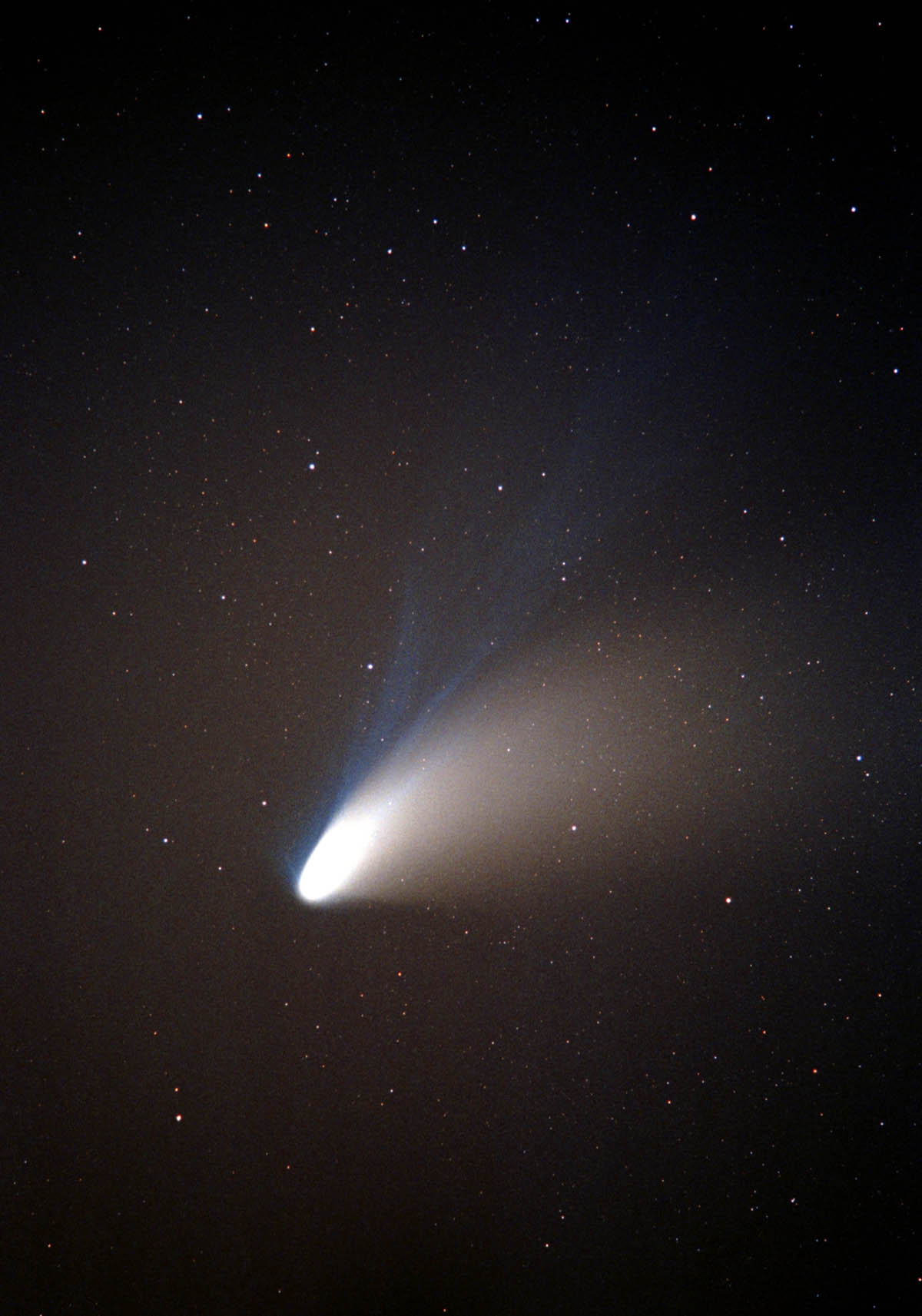
Комета Хейла — Боппа, происходящая из облака Оорта

Полагают, что у комет имеется две отдельные области происхождения в Солнечной системе. Короткопериодические кометы (с периодами до 200 лет) по общепринятой теории происходят из пояса Койпера или рассеянного диска, двух связанных плоских дисков ледяного материала, начинающихся в районе орбиты Плутона около 38 а. е. и совместно простирающихся вплоть до 100 а. е. от Солнца. В свою очередь считают, что долгопериодические кометы, такие как комета Хейла — Боппа и C/2022 E3 , с периодами в тысячи лет, происходят из облака Оорта. Орбиты в пределах пояса Койпера относительно устойчивы, и поэтому предполагают, что оттуда происходят лишь немногие кометы. Рассеянный диск же динамически активен и является намного более вероятным местом происхождения комет. Кометы переходят из рассеянного диска в сферу внешних планет, становясь объектами, известными как кентавры. Затем кентавры переходят на внутренние орбиты и становятся короткопериодическими кометами.
Имеется два основных семейства короткопериодических комет: семейство Юпитера (с большими полуосями менее 5 а. е.) и семейство Нептуна, или галлеевское семейство (такое название дано из-за сходства их орбит с орбитой кометы Галлея). Кометы семейства Нептуна необычны, так как, хотя они и являются короткопериодическими, их первичная область происхождения — облако Оорта, а не рассеянный диск. Предполагают, основываясь на их орбитах, что они были долгопериодическими кометами, а затем были захвачены притяжением планет-гигантов и перенаправлены во внутреннюю область Солнечной системы. Этот процесс, возможно, также повлиял на орбиты существенной части комет семейства Юпитера, хотя большинство этих комет, как полагают, произошли в рассеянном диске.
Оорт отметил, что число возвращающихся комет гораздо меньше, чем предсказано по его модели, и эта проблема всё ещё не решена. Никакой известный динамический процесс не может объяснить меньшее количество наблюдаемых комет. Гипотезами этого несоответствия являются: разрушение комет из-за приливных усилий, столкновений или нагрева; потеря всех летучих веществ, вызывающая необнаруживаемость некоторых комет или формирование изолирующей корки на поверхности. Продолжительные исследования комет облака Оорта показали, что их распространённость в области внешних планет в несколько раз выше, чем в области внутренних планет. Это несоответствие могло произойти из-за притяжения Юпитера, который действует как своего рода барьер, захватывающий поступающие кометы в ловушку и заставляющий столкнуться их с ним, как это было с кометой Шумейкеров — Леви 9 в 1994 году.

## Приливные эффекты
Считают, что текущие позиции большинства комет, замеченных недалеко от Солнца, объясняются гравитационным искажением облака Оорта приливными силами, вызванными галактикой Млечный Путь. Так же, как приливные силы Луны изгибают и искажают океаны Земли, вызывая приливы и отливы, таким же образом галактические приливные силы изгибают и искажают орбиты тел во внешней Солнечной системе, притягивая их к центру Галактики. Во внутренней Солнечной системе эти эффекты незначительны по сравнению с гравитацией Солнца. Однако, во внешней Солнечной системе тяготение Солнца намного слабее и градиент поля тяготения Млечного пути играет намного более значимую роль. Из-за этого градиента галактические приливные силы могут исказить сферическое облако Оорта, растягивая облако в направлении галактического центра и сжимая его вдоль двух других осей. Эти слабые галактические возмущения могут быть достаточными, чтобы сместить объекты облака Оорта с их орбит по направлению к Солнцу. Расстояние, на котором сила притяжения Солнца уступает своё влияние галактическому приливу, называют приливным радиусом усечения. Он находится в радиусе 100 000—200 000 а. е. и отмечает внешнюю границу облака Оорта.
Некоторые учёные выдвигают следующую теорию: возможно, галактические приливные силы способствовали формированию облака Оорта, увеличивая перигелий планетезималей с большими афелиями. Эффекты галактического прилива весьма сложны и сильно зависят от поведения индивидуальных объектов планетарной системы. Тем не менее, совокупный эффект может быть весьма существенным: происхождение до 90 % комет из облака Оорта может быть вызвано галактическим приливом. Статистические модели орбит наблюдаемых долгопериодических комет показывают, что галактический прилив — основной источник возмущений орбит, смещающий их к внутренней Солнечной системе.

## Объекты облака Оорта

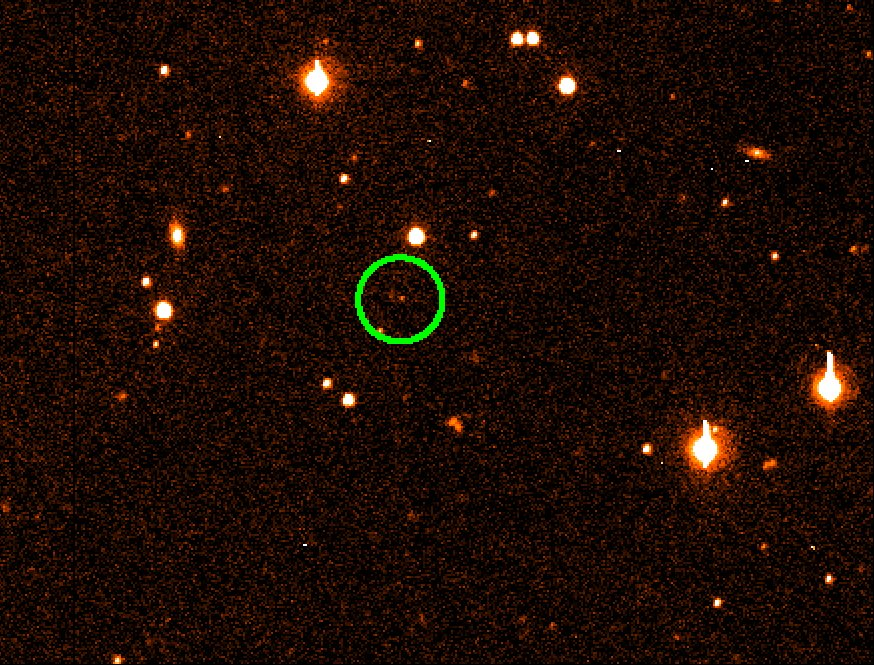
Седна, кандидат в объекты внутреннего облака Оорта

Кроме долгопериодических комет, только у пяти известных объектов имеются орбиты, предполагающие принадлежность к облаку Оорта: Седны, 2000 CR105, 2006 SQ372, 2008 KV42 и 2012 VP113. У первых двух и последнего, в отличие от объектов рассеянного диска, перигелии располагаются вне гравитационной досягаемости Нептуна, и, таким образом, их орбиты не могут быть объяснены возмущениями планет-гигантов. Если они сформировались в текущих областях нахождения, их орбиты должны были быть изначально круговыми. В других обстоятельствах аккреция (объединение малых тел в большое) не была бы возможна, потому что большие относительные скорости между планетезималями были бы слишком разрушительны. Их современные эллиптические орбиты могут быть объяснены следующими гипотезами:
1. Возможно, орбиты и размеры перигелия у этих объектов «подняты» проходом соседней звезды, в период, когда Солнце было всё ещё в изначальном звёздном скоплении[6].
2. Их орбиты, возможно, были нарушены пока ещё неизвестным телом облака Оорта планетного размера[32].
3. Они, возможно, были рассеяны Нептуном во время периода особенно высокого эксцентриситета.
4. Они были рассеяны притяжением возможного массивного транснептунового диска на ранней эпохе.
5. Возможно, они были захвачены Солнцем при прохождении мимо меньших звёзд.

Гипотезы захвата и «поднятия» наиболее согласуются с наблюдениями.
18 августа 2008 года на конференции «Слоановский цифровой обзор неба: астероиды в космологии» астрономы Вашингтонского университета привели доказательства происхождения транснептунового объекта 2006 SQ372 из внутреннего облака Оорта.
Некоторые астрономы причисляют Седну и 2000 CR105 к «расширенному рассеянному диску», а не к внутреннему облаку Оорта.
| Номер  | Название   | Экваториальный диаметр, км | Перигелий, а. е. | Афелий, а. е. | Год открытия | Первооткрыватели                            |
| ------ | ---------- | -------------------------- | ---------------- | ------------- | ------------ | ------------------------------------------- |
| 90377  | Седна      | 995                        | 76,1             | 892           | 2003         | Браун, Трухильо, Рабиновиц                  |
| 148209 | 2000 CR105 | ≈250                       | 44,3             | 397           | 2000         | обсерватория Лоуэлла                        |
| 308933 | 2006 SQ372 | 50—100                     | 24,156           | 2005,38       | 2006         | Слоановский цифровой обзор неба             |
| —      | 2008 KV42  | 58,9                       | 20,217           | 71,760        | 2008         | «Телескоп Канада-Франция-Гавайи»            |
| —      | 2012 VP113 | 595                        | 80,6             | 446           | 2012         | «Межамериканская обсерватория Серро-Тололо» |

## Влияние на биосферу Земли
Существует мнение, что облако Оорта является единственным вероятным источником комет, которые сталкиваются с Землей с регулярными интервалами. Американский астрофизик Лиза Рэндалл считает, что именно с влиянием облака Оорта связана периодичность массовых вымираний в биосфере Земли.